# Fontaine-Notre-Dame (Nord)
Fontaine-Notre-Dame – miejscowość i gmina we Francji, w regionie Hauts-de-France, w departamencie Nord.
Według danych na rok 1990 gminę zamieszkiwało 1639 osób, a gęstość zaludnienia wynosiła 156 osób/km² (wśród 1549 gmin regionu Nord-Pas-de-Calais Fontaine-Notre-Dame plasuje się na 416. miejscu pod względem liczby ludności, natomiast pod względem powierzchni na miejscu 294.).